# Jérémy Bescond
Jérémy Bescond (Douarnenez, 27 februari 1991) is een Frans wielrenner die in 2013 en 2014 reed voor Cofidis. Vanwege tegenvallende resultaten – zijn beste uitslag was een twintigste plaats in de Circuito de Getxo 2014 – werd zijn contract eind 2014 niet verlengd.

## Overwinningen
2009
4e etappe Ronde van Valromey
2010
Proloog Ronde van Gévaudan Languedoc-Roussillon (ploegentijdrit)

## Ploegen
- 2012- Cofidis, le Crédit en Ligne (stagiair vanaf 1-8)
- 2013- Cofidis, Solutions Crédits
- 2014- Cofidis, Solutions Crédits